# Храпко, Олег Иванович
Храпко Олег Иванович (род. 1 октября 1929, Херсон) — советский и украинский учёный в области горного дела, управляющий в горнорудной промышленности. Кандидат технических наук. Лауреат Государственной премии Украины в области науки и техники (1999).

## Биография
Родился 1 октября 1929 года в городе Херсон.
С 1951 года — в Первомайском рудоуправлении (Кривой Рог): в 1951—1962 годах — мастер, начальник участка производственного отдела шахты «Д»; в 1962—1968 годах — начальник шахты «Объединённая».
В 1973 году окончил Криворожский горнорудный институт.
В 1973—1981 годах — главный инженер Первомайского рудоуправления, управляющий рудоуправления имени Розы Люксембург (Кривой Рог).
В 1981—1985 годах — директор Центрального ГОКа (Кривой Рог).
В 1985—1996 годах — генеральный директор Новокриворожского ГОКа. Вывел комбинат в передовое предприятие отрасли, перевёл на самофинансирование. Управлял комплексным использованием минерального сырья.

## Научная деятельность
Специалист в области горного дела. Кандидат технических наук. Автор научных работ. Член-корреспондент АГНУ (1995).

## Награды
- Государственная премия Украины в области науки и техники (1 декабря 1999) — за создание высокоэффективных экологоориентированных технологий добычи полезных ископаемых на основе управления состоянием горного массива и внедрение их на карьерах Украины[2];
- Орден Ленина;
- Орден Октябрьской Революции;
- Орден Трудового Красного Знамени.